# Curis-au-Mont-d’Or
Curis-au-Mont-d’Or ist eine französische Gemeinde mit 1.186 Einwohnern (Stand: 1. Januar 2022) in der Métropole de Lyon in der Region Auvergne-Rhône-Alpes. Sie gehört zum Arrondissement Lyon und bis 2015 zum Kanton Neuville-sur-Saône. Die Einwohner werden Curissois genannt.

## Geographie
Curis-au-Mont-d’Or liegt als banlieue etwa 13 Kilometer nördlich des Stadtzentrums von Lyon am westlichen Ufer der Saône. Umgeben wird Curis-au-Mont-d’Or von den Nachbargemeinden Neuville-sur-Saône im Norden und Nordosten, Albigny-sur-Saône im Osten, Couzon-au-Mont-d’Or im Süden, Poleymieux-au-Mont-d’Or im Südwest sowie Saint-Germain-au-Mont-d’Or im Westen.

## Bevölkerungsentwicklung
| Jahr                       | 1962 | 1968 | 1975 | 1982 | 1990 | 1999 | 2006 | 2012 |
| Einwohner                  | 540  | 581  | 575  | 622  | 735  | 897  | 911  | 1134 |
| Quellen: Cassini und INSEE |      |      |      |      |      |      |      |      |

## Sehenswürdigkeiten
- Kirche Saint-Claude aus dem 19. Jahrhundert
- Reste des Schlosses von Albon
- Schloss La Trolanderie
- Waschhaus von 1820

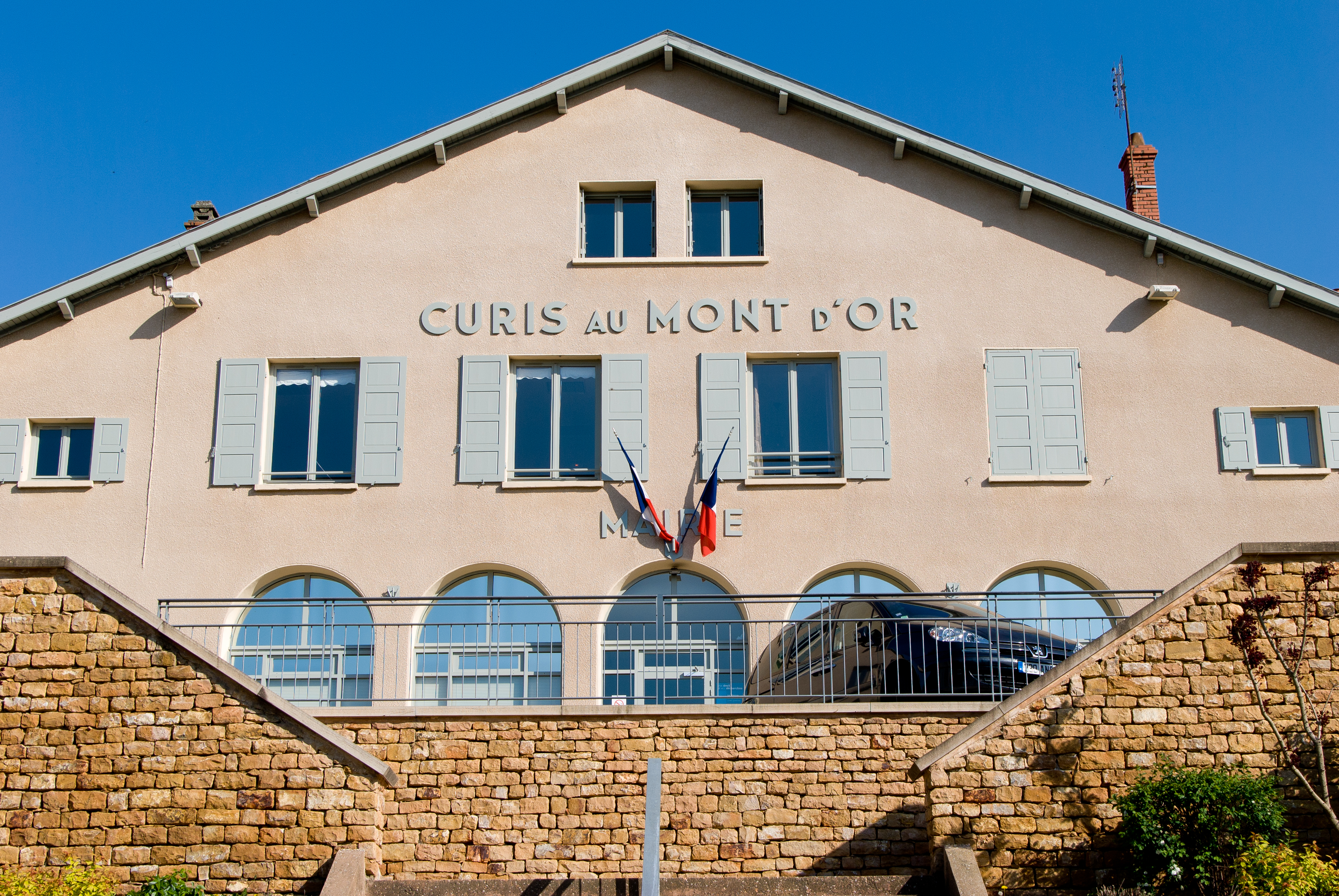
Rathaus von Curis-au-Mont-d’Or
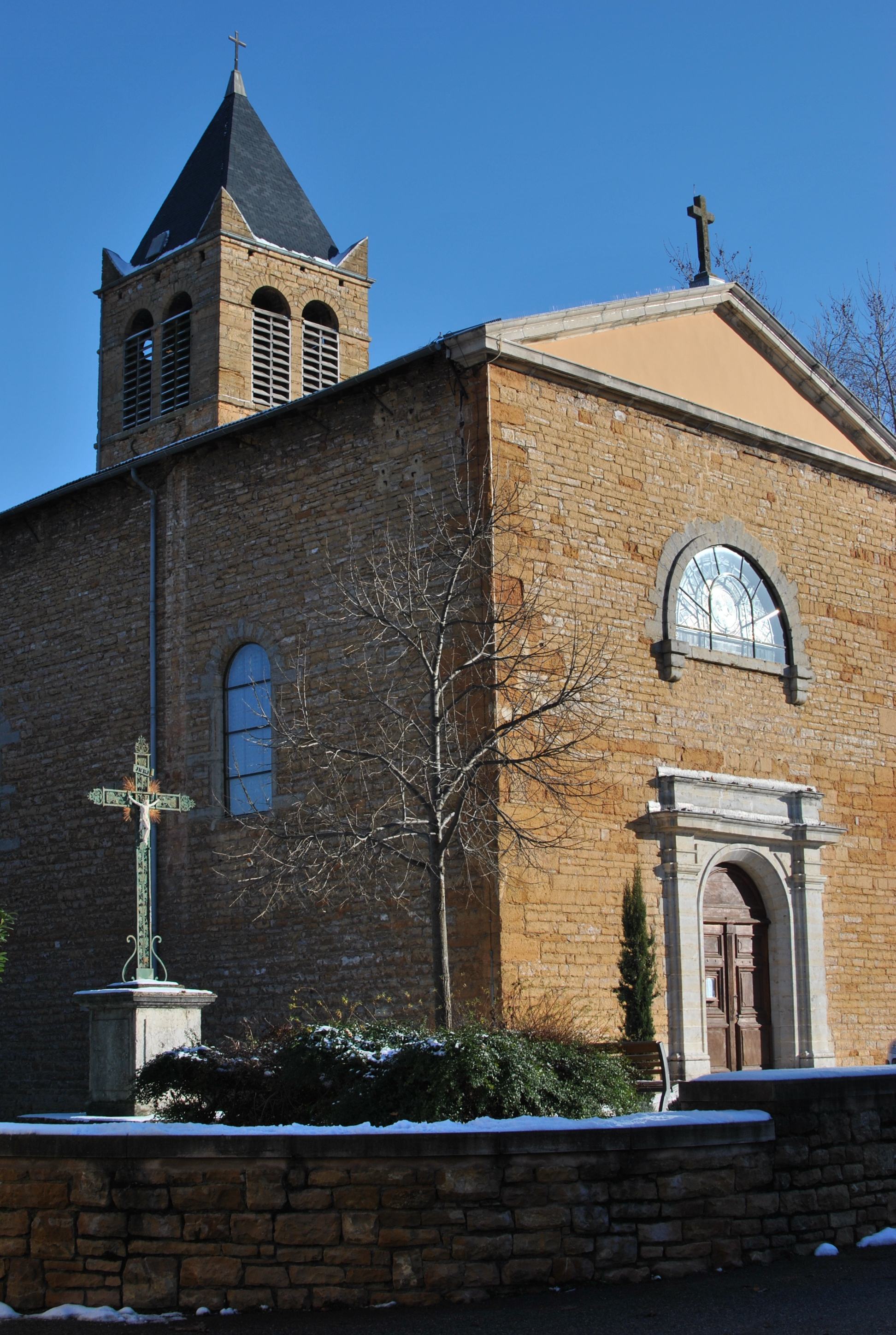
Kirche Saint-Claude
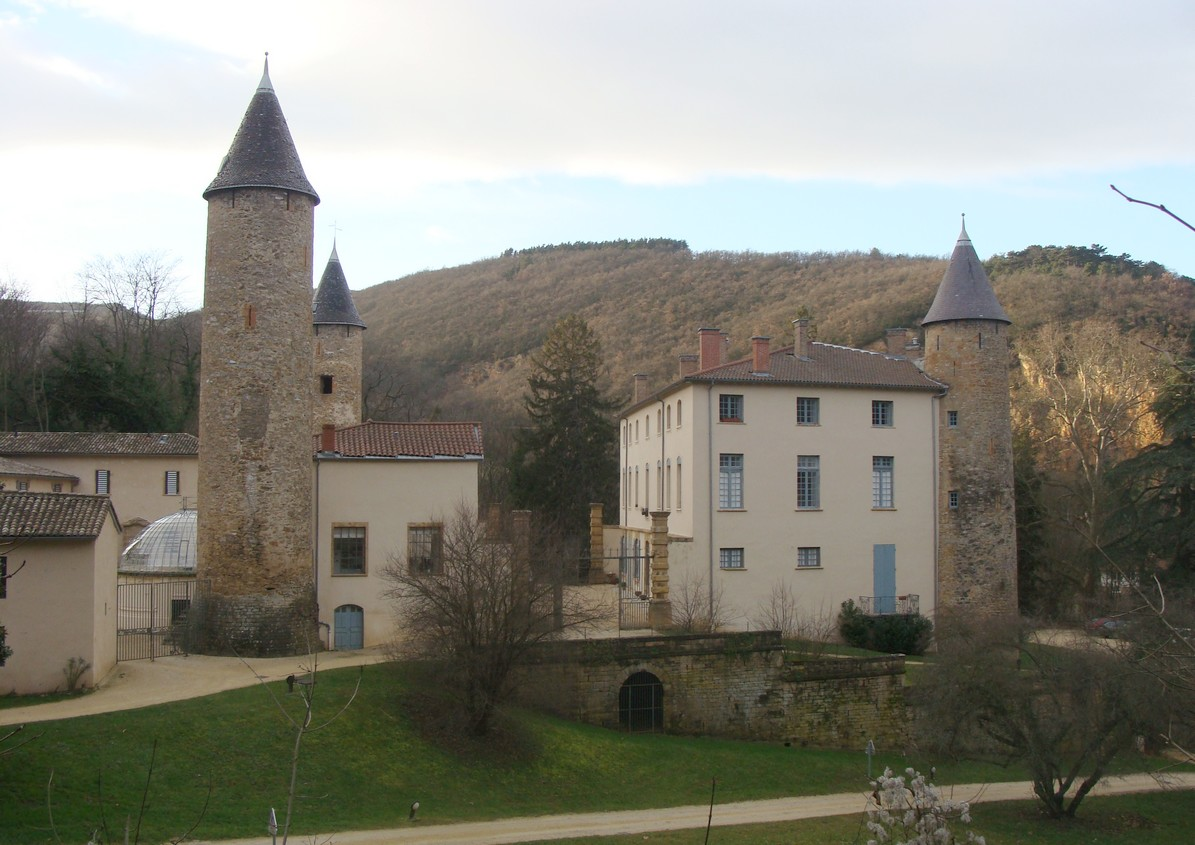
Schloss La Trolanderie